# 2009년 라퀼라 지진
2009년 라퀼라 지진(이탈리아어: Terremoto dell'Aquila del 2009)은 2009년 4월 6일 이탈리아 중부 아브루초주에서 발생한 모멘트 진도 6.3의 지진이다. 이 지진은 2009년 3월의 진도 4.0의 지진을 포함하여 2009년 1월부터 계속되어 온 약 백 건의 지진에 이어 발생한 것이다. 가장 큰 피해를 입은 곳은 라퀼라 시로, 최소 235명의 사망자가 발생하였다. 이는 이탈리아에서는 1980년의 이르피니아(Irpinia) 지진 이후로 가장 큰 피해에 해당된다.

## 같이 보기
- 이탈리아의 지진 목록